# جان ای. فرانتس
جان ای. فرانتس (انگلیسی: John E. Franz؛ زادهٔ ۲۱ دسامبر ۱۹۲۹) دانشمند در زمینه اهل ایالات متحده آمریکا است.
وی همچنین برندهٔ جوایزی همچون مدال ملی فناوری و نوآوری شده‌است.